# Jensenia crassifrons
Jensenia crassifrons är en bladmossart som först beskrevs av Franz Stephani, och fick sitt nu gällande namn av S.Schuette et Stotler. Jensenia crassifrons ingår i släktet Jensenia och familjen Pallaviciniaceae. Inga underarter finns listade i Catalogue of Life.